# Cesano (Fluss)
Der Cesano ist ein Fluss in der italienischen Region Marken. 

## Lauf
Der Cesano entspringt in der Gemeinde Cagli am Berg Catria in etwa 1701 m s.l.m. und legt  durch das Valle di Cesano, das die Grenze zwischen den Provinzen Pesaro und Urbino und Ancona bildet, bis zu seiner Mündung in die Adria in der Ortschaft Cesano di Senigallia bei Senigallia 62 Kilometer zurück. Sein  Hauptzufluss ist der  Cinisco.